# 弱红螯蛛
弱红螯蛛（学名：Chiracanthium uncinatum）为管巢蛛科红螯蛛属的动物。分布于朝鲜以及中国大陆的湖南等地。该物种的模式产地在朝鲜。